# Karel van Hessen-Darmstadt

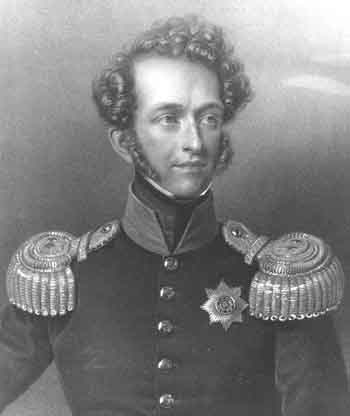
Karel van Hessen-Darmstadt

Karel Willem Lodewijk van Hessen-Darmstadt (Darmstadt, 23 april 1809 - aldaar, 20 maart 1877) was een prins van Hessen en bij de Rijn. Hij was een zoon van Lodewijk II van Hessen-Darmstadt en Wilhelmina Louise van Baden en een jongere broer van Lodewijk III, groothertog van Hessen-Darmstadt.
Op 22 oktober 1836 trad hij in het huwelijk met Elisabeth van Pruisen, het zesde kind en de derde dochter van Frederik Willem Karel van Pruisen en Marie Anne Amalie van Hessen-Homburg. Zij was een zuster van de Beierse koningin Marie.
Het paar kreeg de volgende kinderen:
- Lodewijk IV (1837-1892)
- Hendrik (1838-1900)
- Anna (1843-1865)
- Willem (1845-1900)